# Drepanosticta dorcadion
Drepanosticta dorcadion – gatunek ważki z rodziny Platystictidae.